# Christmas (Michael Bublé-album)
A Christmas Michael Bublé kanadai énekes ötödik stúdióalbuma. Az album 2011. október 21-én jelent meg Írországban a Brown Thomas dublini üzletében, október 24-én az Egyesült Királyságban és 25-én az Egyesült Államokban.

## Háttér
Az album Bublé második karácsonyi témájú lemeze a 2003-ban kiadott Let It Snow EP után. Néhány dalt újra felvett a Let It Snow-ról az albumra. A Christmas lett Bublé első teljes hosszúságú ünnepi lemeze. Bublé számos közismert előadóval énekelt fel duetteket az albumra: a White Christmas című dalt Shania Twainnel, a Feliz Navidadot pedig Thalía mexikói énekesnővel együtt adja elő. Az albumon Bublé többek között Mariah Carey All I Want for Christmas Is You című dalát, valamint néhány tradicionális karácsonyi dalt (Jingle Bells és Blue Christmas) is feldolgozott.

## Dallista
|     | Cím                                                 | Szerző(k)                                                 | Hossz |
| --- | --------------------------------------------------- | --------------------------------------------------------- | ----- |
| 1.  | It's Beginning to Look a Lot Like Christmas         | Meredith Willson                                          | 3:26  |
| 2.  | Santa Claus Is Coming to Town                       | J. Fred Coots, Haven Gillespie                            | 2:51  |
| 3.  | Jingle Bells (The Puppini Sisters közreműködésével) | James Lord Pierpont                                       | 2:39  |
| 4.  | White Christmas (duett Shania Twainnel)             | Irving Berlin                                             | 3:36  |
| 5.  | All I Want for Christmas Is You                     | Mariah Carey, Walter Afanasieff                           | 2:51  |
| 6.  | Holly Jolly Christmas                               | Johnny Marks                                              | 1:59  |
| 7.  | Santa Baby                                          | Joan Javits, Philip Springer, Tony Springer               | 3:51  |
| 8.  | Have Yourself a Merry Little Christmas              | Hugh Martin, Ralph Blane                                  | 3:50  |
| 9.  | Christmas (Baby Please Come Home)                   | Phil Spector, Jeff Barry, Ellie Greenwich                 | 3:07  |
| 10. | Silent Night                                        | Franz Xaver Gruber, Joseph Mohr                           | 3:47  |
| 11. | Blue Christmas                                      | Billy Hayes, Jay W. Johnson                               | 3:41  |
| 12. | Cold December Night                                 | Michael Bublé, Alan Chang, Bob Rock                       | 3:18  |
| 13. | I'll Be Home for Christmas                          | Kim Gannon, Walter Kent, Buck Ram                         | 4:24  |
| 14. | Ave Maria                                           | Franz Schubert                                            | 4:00  |
| 15. | Mis deseos / Feliz Navidad (duett Thalíával)        | Michael Bublé, Humberto Gatica, Alan Chang/José Feliciano | 4:24  |

| 16. | Winter Wonderland                           | Felix Bernard; Richard B. Smith | 2:29 |
| 17. | Frosty the Snowman                          | Jack Rollins; Steve Nelson      | 2:40 |
| 18. | Silver Bells (Naturally 7 közreműködésével) | Jay Livingston; Ray Evans       | 3:06 |

| 16. | Michael Bublé karácsonyi üdvözlete | Michael Bublé | 0:04 |

## Helyezések
| Slágerlista (2011)                          | Helyezés |
| ------------------------------------------- | -------- |
| Belga albumslágerlista (Flandria)           | 29       |
| Belga albumslágerlista (Vallónia)           | 48       |
| Brit albumslágerlista                       | 3        |
| Ír albumslágerlista                         | 2        |
| Kanadai albumslágerlista                    | 2        |
| Magyar albumslágerlista                     | 1        |
| Mexikói albumslágerlista (külföldi albumok) | 4        |
| Német albumslágerlista                      | 6        |
| Olasz albumslágerlista                      | 9        |
| Spanyol albumslágerlista                    | 18       |
| USA Billboard 200 albumslágerlista          | 3        |
| Új-zélandi albumslágerlista                 | 12       |